# Manuel Burga Díaz
Juan Manuel Burga Díaz (Chepén, 26 de marzo de 1942) es un historiador y docente universitario peruano. Ha sido rector de la Universidad Nacional Mayor de San Marcos, vicerrector de la Universidad Antonio Ruiz de Montoya y director del Lugar de la Memoria, la Tolerancia y la Inclusión Social del Perú.

## Biografía
Hijo de Segundo Burga Rojas y Jacinta Díaz Hernández. Hizo sus estudios escolares, primeramente, en su ciudad natal y luego los continuó en el Colegio Guadalupe (1957-1961). Ingresó a la Universidad de San Marcos, donde obtuvo el grado de Bachiller en Historia (1969), con una tesis asesorada por Pablo Macera. Se trasladó a Francia, donde efectuó sus estudios en la Escuela de Altos Estudios en Ciencias Sociales (EHESS) de París, obteniendo el grado doctoral en 1973 bajo la dirección de Ruggiero Romano. Realizó estudios posdoctorales en antropología histórica bajo la dirección de Jacques Le Goff (1982 - 1983).
Dedicado a la docencia y la investigación, ha ejercido los siguientes cargos: Decano de la Facultad de Ciencias Sociales de la Universidad Ricardo Palma[cita requerida] (1974-1975), jefe de investigaciones del Archivo del Fuero Agrario (1986-1987), presidente de la Fundación Andina (1991-1992), director de la Unidad de Posgrado de la Facultad de Ciencias Sociales (UNMSM) (1997-2001), coordinador de la Cátedra Andrés Bello y finalmente, elegido rector sanmarquino (2001 - 2006). Se desempeñó como vicerrector académico de la Universidad Antonio Ruiz de Montoya y actualmente es director del Lugar de la Memoria en Lima.
Ha sido profesor visitante en diversos países de Europa y América. Ha recibido el Premio Nacional Jorge Basadre otorgado por el CONCYTEC (1988) y fue nombrado profesor honorario de la Universidad Nacional de San Antonio Abad del Cusco (1998). El año 2018 fue nombrado profesor emérito de la Universidad Nacional Mayor de San Marcos, en reconocimientos a sus años al servicio de la universidad y la educación.
Se desempeñó como director del Lugar de la Memoria (LUM) durante siete años. Fue destituido sin mayor explicación por el ministro de Cultura Fabricio Valencia en enero de 2025, durante el gobierno de Dina Boluarte.

## Obras
- De la encomienda a la hacienda capitalista (1976).
- Apogeo y crisis de la República Aristocrática (1895-1930) (con Alberto Flores Galindo), 1980).
- Lanas y capital mercantil. La casa Ricketts, 1895-1932 (con Wilson Reátegui, 1981).
- Nacimiento de una utopía (1988).
- La Historia y los historiadores en el Perú (2005).
- Hijos de inmigrantes. El estudiante sanmarquino de Historia (Fondo Editorial de la Universidad Nacional Mayor de San Marcos, 2018), editado junto con Carlos Paredes Hernández.